# Isole Anžu
Le isole Anžu o di Angiò (in russo Острова Анжу?) chiamate anche impropriamente "isole della Nuova Siberia", arcipelago di cui invece fanno parte, sono situate nell'artico russo tra il mare di Laptev a ovest e il mare della Siberia Orientale a est, alcune centinaia di chilometri al largo della costa jakuta. Coprono un'area di circa 29.000 km², sono disabitate e coperte dai ghiacci per la maggior parte dell'anno.
Amministrativamente fanno parte del Bulunskij ulus del territorio della Repubblica autonoma russa della Sacha-Jacuzia, nel Circondario federale dell'Estremo Oriente, (Siberia orientale).

## Geografia
Il gruppo di isole è composto da:
- L'isola maggiore, formata da Kotel'nyj (Котельный, 11.700 km²)[2] e Faddeevskij (Фаддеевский, 5.300 km²)[3], unite dalla Terra di Bunge[4] (земля Бу́нге, 6.200 km²) che a volte è sommersa, (per un totale di 23.165 km²).
- Novaja Sibir’[5] (o Nuova Siberia; Новая Сибирь, 6.201 km²)
- Isola di Bel'kov[6] (Бельковский, 535 km²)
- Isola di Železnjakov (Железнякова) e Matar (Матар), vicino alla costa nord-occidentale della terra di Bunge.
- Nanosnyj (Наносный), a nord del golfo Dragocennaja (губа Драгоценнфя), che si trova tra Kotel'nyj e Bunge.

A sud delle Anzhu si trova il gruppo delle Isole Ljachovskij.

## Storia
L'isola di Kotel'nyj è stata scoperta da Ivan Ljachov (nel 1772-1773) e Faddeevskij da Jakov Sannikov nel 1805. Sono state così chiamate in onore dell'esploratore russo Pëtr Fëdorovič Anžu, che studiò le isole nel 1821-1823.